# Kedu (Kedu)
Kedu is een bestuurslaag in het regentschap Temanggung van de provincie Midden-Java, Indonesië. Kedu telt 4885 inwoners (volkstelling 2010).